# Najaden

Gustave Doré – Die Najaden des Meeres (um 1870)

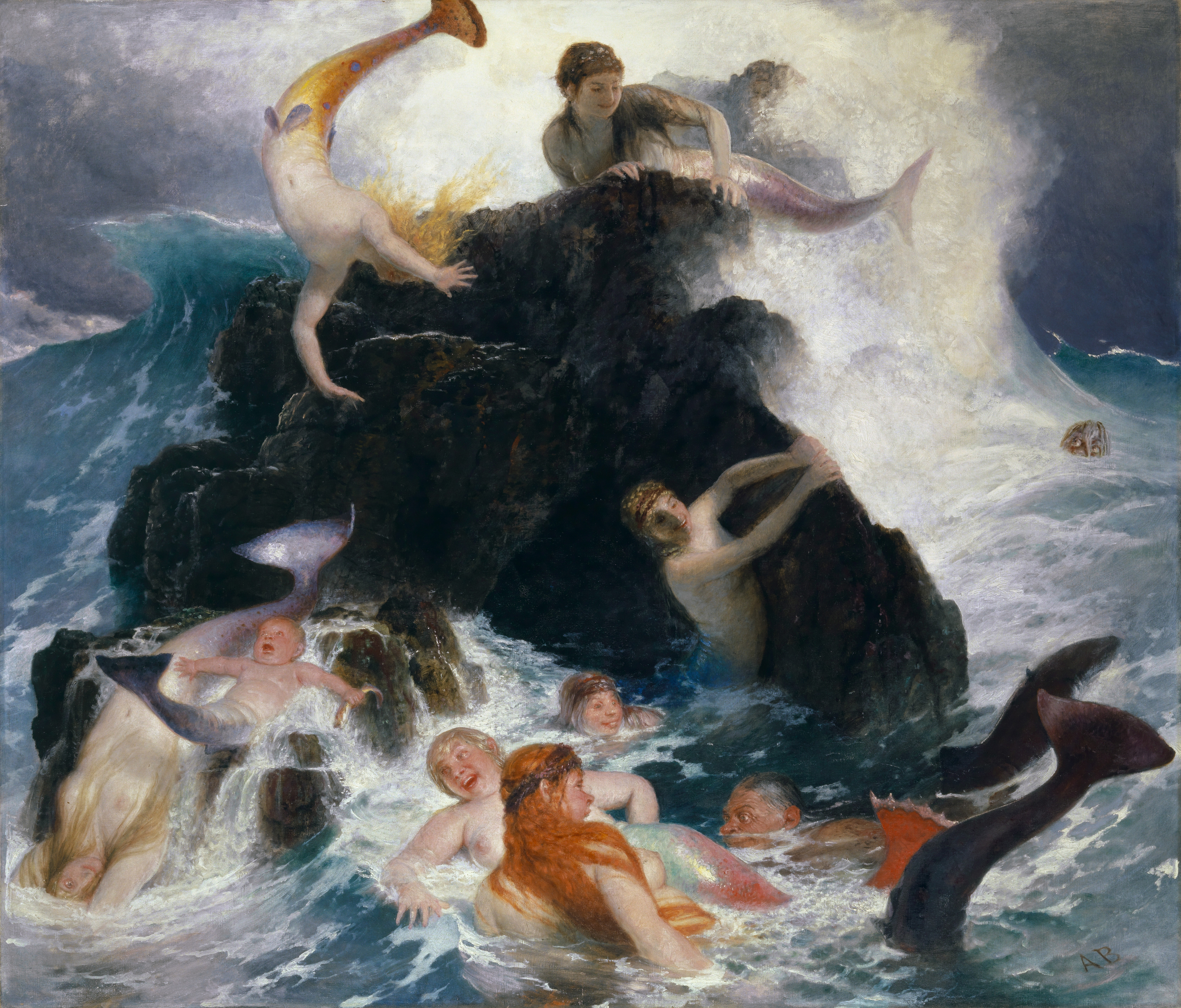
Arnold Böcklin – Das Spiel der Najaden (1886)

John William Waterhouse – Najade und Hylas (1893)

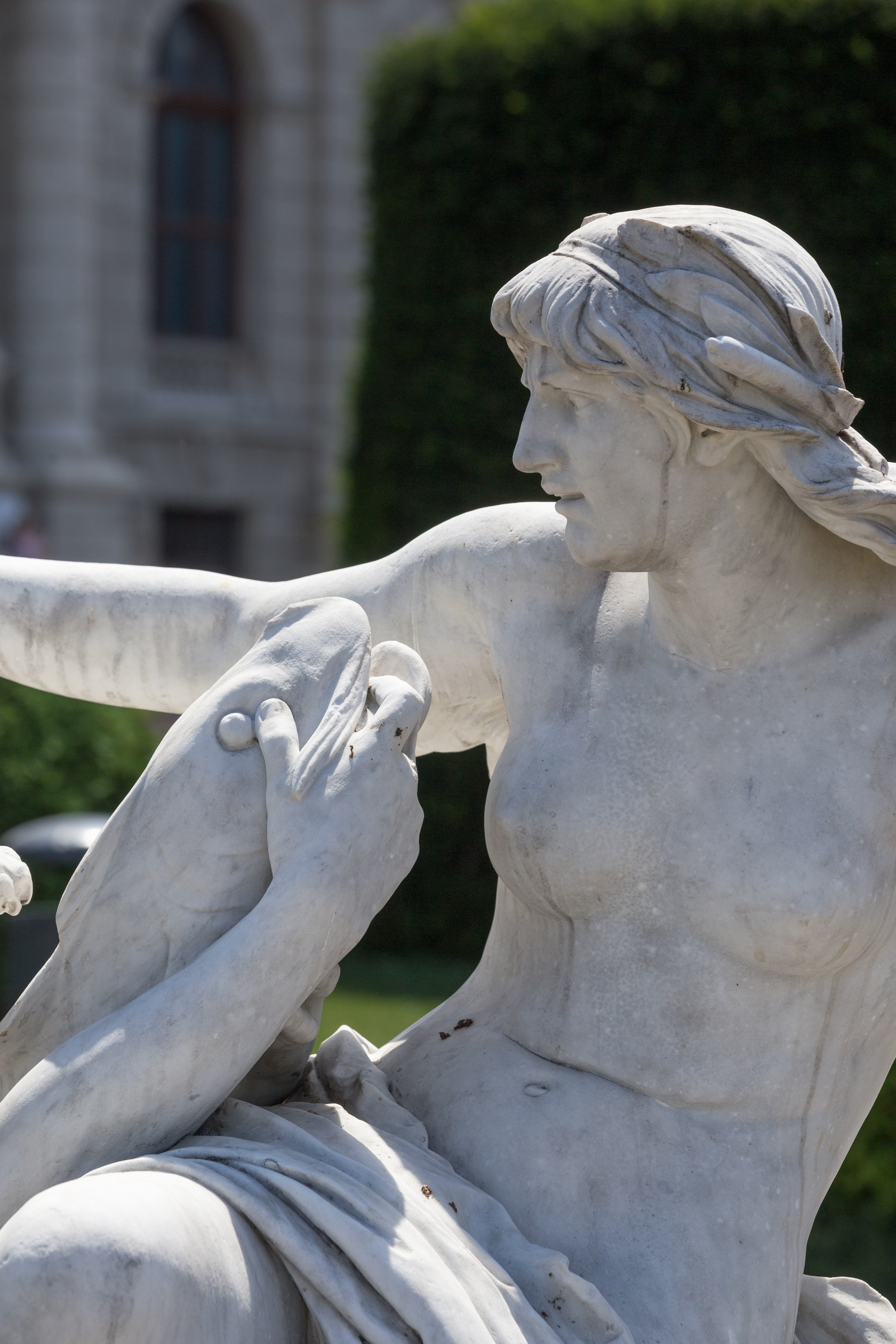
Anton Schmidgruber – Najade vom Triton- und Najadenbrunnen, Wien (um 1890)

Die Najaden (altgriechisch Ναϊάδες Naïádes, Plural zu Ναϊάς Naïás; von νάειν náein, deutsch ‚fließen‘) sind Nymphen in der griechischen Mythologie, die über Quellen, Bäche, Flüsse, Sümpfe, Teiche und Seen wachen.

## Mythos
Die Najaden waren entweder Töchter des Zeus oder des Okeanos. Trocknete das Gewässer einer Najade aus, so musste sie sterben.
Die Najaden waren oft Objekte örtlicher Kulte, die sie als Fruchtbarkeitsgöttinnen verehrten. Ihren Gewässern wurden mitunter eine magische heilende Wirkung oder prophetische Kräfte zugesprochen. Die Najaden waren darüber hinaus für ihre extreme Eifersucht bekannt. Einer Erzählung des Theokritos nach war der Hirte Daphnis der Liebhaber der Najade Nomia. Da Daphnis ihr einige Male untreu war, strafte sie ihn aus Rache mit Blindheit.
Arten von Najaden
- Crinaeae (Quellen)
- Limnades oder Limnatides (Seen)
- Pegaeae (Bäche)
- Potameiden (Flüsse)

Einzeln genannte Najaden
- Aba, Mutter des Ergiskos
- Abarbaree, Mutter der Kallirrhoë
- Abarbaree, Mutter von Aisepos und Pedasos
- Aganippe, Tochter des Termessos
- Aigina, Tochter des Flussgottes Asopos und seiner Gattin Metope
- Aigle, mit dem Sonnengott Helios die Mutter der Chariten
- Akraia, Tochter des Flussgottes Asterion und Amme der Göttin Hera
- Arethusa, Tochter des Hesperos und der Nyx
- Asterodeia, Gattin des Aietes, Mutter des Absyrtos
- Bateia, Gattin des Königs Oibalos, Mutter von Hippokoon, Tyndareos und Ikarios
- Camena, eine römische Quellgottheit
- Chariklo, Gattin des Kentauren Cheiron, Mutter von Karystos und Okyroe
- Creusa
- Daphne, von Apollon verfolgt und in Liebe bedrängt
- Daulis, Tochter des boiotischen Flussgottes Kephissos
- Egeria, Geliebte des sagenumwobenen zweiten Königs von Rom
- Euboia, Tochter des Asopos, Namensgeberin Euböas
- Euboea, Tochter des Asterion, Amme der Göttin Hera
- Glauke, arkadische Nymphe in der Stadt Tegea
- Gorgyra, Geliebte des Flussgottes Acheron, Mutter des Unterweltsdämon Askalaphos
- Idaia, Geliebte des Flussgottes Skamandros, Mutter des Teukros
- Ismene, Tochter des Flussgottes Asopos, Gattin des argivischen Königs Argos
- Iuturna (s. a. Juturna-Quelle), latinische Quellnymphe und römische Göttin
- Kallirrhoë, Tochter des Acheloos, Gattin des Alkmaion
- Kallirrhoë, Tochter des Skamandros, Gattin des Tros
- Kassotis, Quellnymphe am Berg Parnass
- Kastalia, Tochter des Acheloos und Gattin des Delphos
- Klaia, mit einem Heiligtum am Berg Kalathion
- Krëusa, Tochter der Gaia und des Okeanos
- Kyane, mit dem Flussgott Anapos verbunden, Gespielin der Persephone
- Kyrene, Tochter des Königs Hypseus von Lapiths
- Lara (Unterwelt Gottheit Tacita)
- Leiriope, Geliebte des Flussgottes Kephisos, Mutter des Narziss
- Lilaia, Tochter des Flussgottes Kephissos
- Lympha
- Melite
- Metope, Tochter des Flussgottes Ladon, Gattin des Asopos
- Minthe, Tochter des Kokytos, von Persephone verwandelt
- Moria, Nymphe des Flusses Hermos
- Mykene, Namensgeberin der Stadt Mykene
- Nana, Tochter des Flussgottes Sangarios, Mutter des Attis
- Nomia
- Oinone, heiratete den Hirten Paris, den trojanischen Prinzen
- Orseis, Tochter des Okeanos oder des Peneios
- Peirene, Mutter von Leches und Kenchrias
- Periboia, Gattin des Ikarios
- Pitane, Tochter des Flussgottes Eurotas
- Praxithea, Gattin des attischen Königs Erechtheus
- Salamis, Tochter des Flussgottes Asopos, Gattin des Panopeos
- Salmakis, verband sich mit Hermaphroditos zu einem einzigen Wesen
- Sinope, Tochter des Asopos und der Metope
- Stilbe, Tochter des thessalischen Flussgottes Peneios und der Najade Kreusa
- Symaithis, Tochter des Flussgottes Symaithos, Mutter des Acis
- Syrinx, Tochter des Flussgottes Ladon
- Tereine, Tochter des Strymon, Mutter der Thrassa
- Thelpusa, arkadische Najade, Tochter des Flussgottes Ladon
- Thyia, Najade einer Quelle am Berg Parnass
- Tiasa, Tochter des Flussgottes Eurotas
- Zeuxippe, Gattin des Pandion

Beschreibungen der Najaden finden sich u. a. bei Apollodorus, Hesiod und Homer (in der Ilias und der Odyssee).

## Najaden in Kunst und Kultur
- Najaden sind ein beliebtes Motiv der Malerei in der Romantik; mythologische Themen (z. B. „Entführung des Hylas durch die Nymphen“) kommen mit Naturdarstellung gleichermaßen in Berührung wie der weibliche Akt.
- In Georg Philipp Telemanns Suite Hamburger Ebb’ und Fluth von 1723 trägt ein Satz (Gavotte) den programmatischen Titel Spielende Najaden.
- Von Johann Nepomuk von Waibel existiert eine Oper in vier Akten mit dem Titel Die Najaden, erschienen 1816 und 1820 in Konstanz.[1]